# BOMBER GIRL (曲)
「BOMBER GIRL」（ボンバー・ガール）は、近藤房之助 & 織田哲郎のコラボレーション・シングル。1992年1月12日に、BMGビクター / D.O.G.HOUSEから発売された。

## 背景
表題曲は、カルビーポテトチップスCFイメージソングに使用された。

## 音楽性
カップリング曲の「THE DARK SIDE OF THE CITY」は、全編英語詞のラップ楽曲。

## ミュージックビデオ
織田がサクソフォーン以外全楽器を演奏したが、ミュージック・ビデオでは近藤がギターを演奏している。
飯島直子も同ビデオに出演している。

## 収録曲
- 全作曲・編曲: 織田哲郎

1. BOMBER GIRL
  - 作詞: 康珍化
2. THE DARK SIDE OF THE CITY
  - 作詞: Michael Coleman
3. BOMBER GIRL（オリジナル・カラオケ）

## 参加ミュージシャン
- 織田哲郎 - ギター、キーボード、シンセサイザー
- 近藤房之助 - コーラス
- 勝田かず樹 - サックス

## 収録作品

### アルバム
| 楽曲        | アルバム                                       | 発売日         | 備考                         |
| ----------- | ---------------------------------------------- | -------------- | ---------------------------- |
| BOMBER GIRL | 『ENDLESS DREAM』                              | 1992年6月24日  | 織田哲郎のオリジナルアルバム |
| BOMBER GIRL | 『complete of 近藤房之助 at the BEING studio』 | 2003年10月25日 | 近藤房之助のベストアルバム   |

## カバー

### BOMBER GIRL
- ジャッキー・チュン
  - 『愛火花』（1992年）

- 相川七瀬
  - カバー・アルバム『Treasure Box -Tetsuro Oda Songs-』（2015年）

ゲストボーカルに寺田恵子（SHOW-YA）、杏子、中村あゆみが参加。